# Меленка (Опочецкий район)
Меленка — деревня в Опочецком районе Псковской области. Входит в состав Глубоковской волости.
Расположена в 5 км к востоку от озера Каменное, в 36 км к востоку от города Опочка и в 12 км к северо-востоку от волостного центра, деревни Глубокое.
Численность населения по состоянию на 2000 год составляла 11 человек.
До 2005 года деревня входила в состав ныне упразднённой Норкинской волости.